# Evangelische Kirche Weimar (Ahnatal)

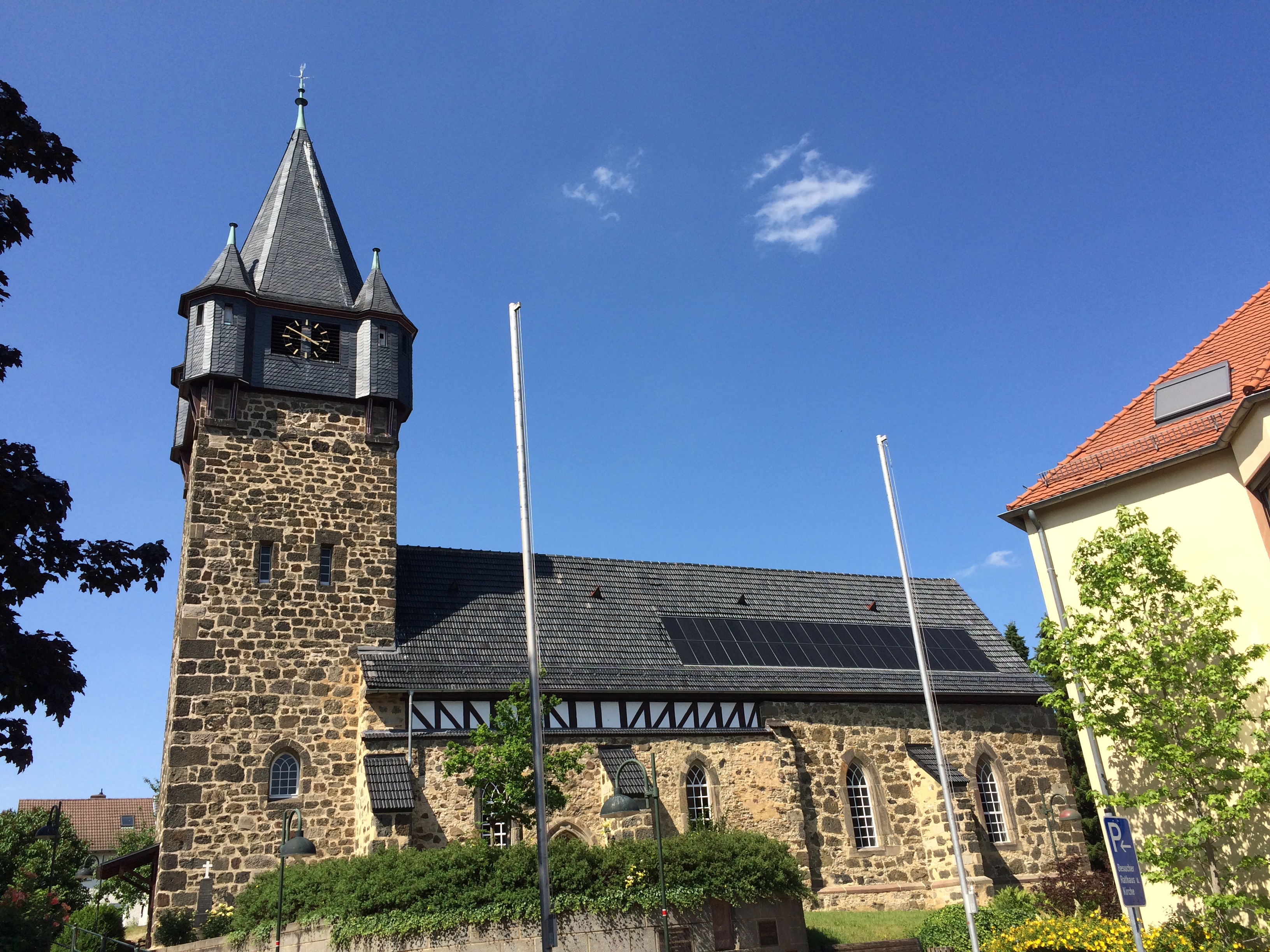
Evangelische Kirche Weimar (Ahnatal)

Die Evangelische Kirche Weimar (Ahnatal) ist ein denkmalgeschütztes Kirchengebäude, das in Weimar steht, einem Ortsteil der Gemeinde Ahnatal im Landkreis Kassel in Hessen. Die Kirchengemeinde gehört zum Kirchenkreis Kaufungen im Sprengel Kassel der Evangelischen Kirche von Kurhessen-Waldeck.

## Beschreibung
In einer Urkunde aus dem Jahr 1097 wird eine Kapelle erwähnt. Sie wurde in spätromanischer Zeit auf fast die doppelte Länge zu einer Saalkirche mit geradem Schluss des Chors erweitert. Im Jahr 1507 wurden zwei weitere Joche im Osten angefügt. Außerdem durch an der Nordseite des Kirchenschiffs ein Anbau aus Holzfachwerk errichtet. Auch das heute geschlossene Portal an der Südseite stammt aus jener Zeit. Zwischen den Strebepfeilern befinden sich spitzbogige Fenster, die am Anfang des 19. Jahrhunderts versprosst wurden. Im Langhaus und im Chor befinden sich Reste spätgotischer Wandmalereien. 
Der heutige Kirchturm im Westen wurde erst 1906 errichtet, allerdings aus den alten Steinen eines baufällig gewordenen Vorgängerbaus. Die vier Wichhäuschen, die den achtseitigen spitzen Helm flankieren, sind im spätgotischen Baustil nachempfunden. Im Glockenstuhl hingen bis 2017 drei Gussstahlglocken von 1920, die die im Ersten Weltkrieg abgelieferten Kirchenglocken ersetzten. Nun hat die Glockengießerei Bachert neue Bronzeglocken geliefert. 
Die Orgel von 1760 stand ursprünglich auf einer Empore hinter dem Altar. In den 1970er Jahren wurde sie umgesetzt. Auch das Kirchengestühl hinter dem Altar wurde entfernt.